# ピエール・ファン・デル・リンデン
ピエール・ファン・デル・リンデン（Pierre van der Linden、1946年2月19日 - ）は、オランダのロック・ミュージシャン。1970年に結成され、国際的に成功したオランダのロック・バンドの最古参の一つであるフォーカスの2代目ドラマー。

## 来歴

### 生い立ちと初期の来歴
アムステルダムのオーステル公園の近くで生まれた。父親のアブは舞台や映画、テレビで活躍する人気俳優だった。ファン・デル・リンデンは3歳の時に父親が持っていたドラム・キットを初めて叩いたという。
9歳から14歳までの5年間はDutch Opera Symphony OrchestraのLouis de Heerに、次の2年間はHarry de Groot Radio and Television OrchestraのNico Prinsにドラムスを学んだ。この間、ヤン・アッカーマン（ギター）と知り合い、彼が結成したR&B・バンドのThe Friendship Sextetに在籍した。やがて、バディ・リッチ、マックス・ローチ、エルヴィン・ジョーンズなどのジャズ・ドラマーの影響を強く受けるようになった。
1961年初頭からアッカーマンのJohnny And His Cellar Rockersに在籍し、1962年7月にThe Mysticsに移籍。さらにZZ en De Maskers、The Jumping Pop-In、After Tea、Met en Zonderなどのバンドを転々とした。

### ブレインボックス
1968年、アッカーマン、カズ・ルックス（ボーカル）、アンドレ・レイネン（ベース・ギター）とブルース・ロック・バンドのブレインボックスを結成した。ブレインボックスはアルバムを1作とシングルを数作発表したが、1969年、結成されて1年もたたないうちに、アッカーマンが脱退した。ファン・デル・リンデンはブレインボックスに残って活動を続けながら、より良い機会の到来を伺っていた。

### フォーカス
1970年、フォーカスのメンバーになったアッカーマンが、フォーカスがデビュー・アルバムを発表した後、脱退してファン・デル・リンデンとシリル・ハフェルマンス（ベース・ギター）と新しいグループを結成しようとした。アッカーマンはレコード会社に説得されて「2人をメンバーにする」という条件の下でフォーカスに留まることにしたので、ファン・デル・リンデンはハフェルマンスと一緒にフォーカスに加入することになった。1970年12月19日、彼はアムステルダムでタイス・ファン・レール（キーボード、フルート、ボーカル）、アッカーマン、ハフェルマンスと共にフォーカスのメンバーとしての初舞台を踏んだ。
ファン・デル・リンデンは『ムーヴィング・ウェイヴス』（1971年）と『フォーカスIII』（1972年）の2作のスタジオ・アルバムと、1973年5月のロンドン公演の音源を収録した『フォーカス・アット・ザ・レインボー』（1973年）の制作に参加した後、音楽の方向に不満を抱いて1973年10月に脱退した。

### トレース
ファン・デル・リンデンは、元エクセプションのリック・ファン・デル・リンデン（キーボード）、ヤープ・ファン・エイク（ギター）とトレースを結成し、1974年9月にアルバム『トレースの魔術』を発表したが、1975年5月に脱退した。

### フォーカス再加入と再脱退
フォーカスはファン・デル・リンデンの後任ドラマーだったコリン・アレンが1975年2月に去り、6月のオーストラリア、日本、スカンディナヴィアへのツアーの為にドラマーを見つけなければなかった。トレースを脱退したばかりのファン・デル・リンデンは、アッカーマンの希望に応えて復帰に同意し、フォーカスにとって前年に続いて2回目となる日本公演を含んだツアーに参加した。しかし、彼は、フォーカスの音楽には自分が音楽に対して期待する予期せぬ意外性がもはや見出せない、として同年秋にフォーカスを再び脱退した。

### アドヴァンスト・ワーニング
1980年代後半にジャズ・サクソフォーン奏者のRinus Groeneveld、ジャズ・オルガニストのHerbert Noordとアドヴァンスト・ワーニングを結成して、数作のアルバムを発表した。
なお1990年4月20日には、ファン・レール、アッカーマン、ベルト・ライテルに合流して、オランダのラジオ局Radio Veronicaの番組Oud Van Goudの為にアペルドールンのAmericahalで約40分間のライブ演奏を披露。この模様はテレビで放映された。

### フォーカス再々加入
2002年にファン・レールを中心に再結成されたフォーカスから2004年に加入を誘われて快諾し、同年10月6日に再々加入後の初舞台に立った。以後、2022年現在に至るまで、ファン・レールや他のメンバーと共に、新作発表やライブ活動を活発に行なっている。

## ディスコグラフィ

### Johnny And His Cellar Rockers
- Exodus / Melody In F-Rock（1961年）[17]　7"シングル

### The Mystics
- Donauwellen / La Cinguantaine（1963年）[18]　7"シングル

### The Jumping Pop-In
- The Silly Chap / If You Like（1967年）[19]　7"シングル

### Met en Zonder
- Meneertje Pils / Rood En Oranje In De Schemering（1967年）[20]　7"シングル
- Now I Know / Afterbirth Of A Dream（1968年）[21]　7"シングル

### ブレインボックス
- Brainbox（1969年）[22]
- Down Man / Woman's Gone（1969年）[23]　7"シングル
- Sea Of Delight / Amsterdam, The First Days（1969年）[24]　7"シングル
- Summertime / Dark Rose（1969年）[25]　7"シングル
- To You / So Helpless（1970年）[26]　7"シングル
- Between Alpha And Omega / Cruel Train（1970年）[27]　7"シングル
- Doomsday Train / Good Morning, Day（1970年）[28]　7"シングル
- The Last Train（2004年）[29]

### フォーカス
スタジオ・アルバム
- 『ムーヴィング・ウェイヴス』 – Moving Waves（1971年）
- 『フォーカスIII』 – Focus 3（1972年）
- 『フォーカス9 / ニュー・スキン（英語版）』 – Focus 9 / New Skin（2006年）
- 『X（英語版）』 – Focus X（2012年）
- 『ゴールデン・オールディーズ（英語版）』 – Golden Oldies（2014年）
- 『フォーカス11（英語版）』 – Focus 11（2019年）

ライブ・アルバム
- 『フォーカス・アット・ザ・レインボー』 – Focus at the Rainbow (1973年）
- 『ライヴ・イン・ヨーロッパ』 – Live In Europe (2012年）[30]
- 『ライヴ・イン・イングランド』 – Live In England (2016年）[31]
- 『ライヴ・アンソロジー』 – Live Anthology (2017年）[32]
- Focus 50: Live in Rio (2021年）[33]

編集アルバム
- Dutch Masters (1975年）[34]
- 『シップ・オブ・メモリーズ-美の魔術-』 – Ship of Memories（1976年) [注釈 6]
- Hocus Pocus: The Best of Focus（1993年）[35]
- Focus 8.5 / Beyond the Horizon（2016年）[36]
- Hocus Pocus Box（2017年）[37]
- Focus 50 Years Anthology 1970-1976（2020年)

### トレース
- 『トレースの魔術』 - Trace（1974年）[38]
- Progress / Tabum（1973年）[39]　7"シングル（プロモーション）

### Advanced Warning (Rinus Groeneveld and Herbert Noord)
- Hi-Fi Apartment（1989年）[40]
- Nothing To Be Afraid Of（1991年）[41]
- Watch Out For Jazzpolice（1993年）[42]
- Cut The Crap（1995年）[43]
- Explosion Extra Ordinaire（2000年）[44]
- Regroovable（2004年）
- Hot House（2004年）
- Live at the Amsterdam Blues Festival（2004年）
- Lemon Juice（2005年）

### ソロ（共演を含む）
- Swung Vol. 1 & 2（2014年）[45][46]
- Drum Poetry（2017年）[47]

### 客演
- Profile（1972年）[48]　ヤン・アッカーマン
- Cyril（1973年）シリル・ハフェルマンス
- The Selfkicker（1975年）[49]　Jasper van't Hof
- 『エリ』 - Eli（1976年）ヤン・アッカーマン
- 『寛ぎの時』 - Jan Akkerman（1977年）ヤン・アッカーマン